# Championnat des Philippines de football 2020
Navigation
Édition précédente Édition suivante
La saison 2020 du Championnat des Philippines de football est la 4e édition du championnat de première division professionnel aux Philippines sous l'appellation Philippines Football League.
Ceres-Negros, le tenant du titre, a été renommé United City Football Club et remporte son cinquième titre de champion.

## Déroulement de la saison
Le championnat devait débuter le 21 mars 2020, mais à cause de la pandémie de Covid-19 le démarrage a été repoussé. La première journée devait se jouer le 25 octobre 2020, mais a de nouveau été reportée à cause du typhon Molave.
Finalement le championnat démarre le 28 octobre 2020, tous les matchs se déroulent au centre national d'entraînement, les équipes se rencontrent une seule fois.

## Classement
Le classement est calculé avec le barème de points suivant : une victoire vaut trois points, le match nul un. La défaite ne rapporte aucun point.
Critères de départage :
1. plus grand nombre de points ;
2. plus grande différence de buts générale ;
3. plus grand nombre de buts marqués ;
4. plus grande différence de buts particulière

| Rang | Équipe                  | Pts | J | G | N | P | Bp | Bc | Diff |
| ---- | ----------------------- | --- | - | - | - | - | -- | -- | ---- |
| 1    | United City FCT         | 12  | 5 | 4 | 0 | 1 | 25 | 3  | +22  |
| 2    | Kaya FC                 | 11  | 5 | 3 | 2 | 0 | 5  | 2  | +3   |
| 3    | Azkals Development Team | 9   | 5 | 3 | 0 | 2 | 9  | 2  | +7   |
| 4    | Mendiola FC 1991        | 5   | 5 | 1 | 2 | 2 | 2  | 8  | -6   |
| 5    | Maharlika Manila FC     | 3   | 5 | 1 | 0 | 4 | 2  | 19 | -17  |
| 6    | Stallion Laguna         | 2   | 5 | 0 | 2 | 3 | 3  | 12 | -9   |

|  | Qualification pour la Ligue des champions de l'AFC 2021                    |
|  | qualifié pour le tour préliminaire de la Ligue des champions de l'AFC 2021 |
|  | T : Tenant du titre C : Coupe des Philippines 2020                         |

- Azkals Development Team ou ADT Manille est un club de la Fédération des Philippines de football composé de jeunes internationaux, le club ne peut pas se qualifier pour les compétitions continentales.